# Krumë
Krumë, Kruma – miasto w północnej Albanii, stolica okręgu Has. Prawa miejskie od 1972. W 2001 r. miasto to zamieszkiwało 6 393 osób.